# Yutong
Yutong (oficialmente, Zhengzhou Yutong Group Co., Ltd.) es un fabricante de autobuses fundado en 1963 en la ciudad china de Zhengzhou, Henan, China. La compañía fabrica carrocerías para autobuses y microbuses de uso urbano e interurbano, como también se encuentra en la industria de la maquinaria pesada.
Yutong cuenta con una sede principal en Latinoamérica, ubicada en la ciudad de San Felipe, Yaracuy, Venezuela, la cual funciona como Planta Ensambladora, y es su primera y única sucursal en Latinoamérica.

## Historia
La compañía inició labores en 1963 bajo el nombre de Zhengzhou Yutong Group Co., Ltd.

## Infraestructura
La parte automotriz lleva el nombre de, Zhengzhou Yutong Bus Co., Ltd., se encuentra localizado en el parque industrial de la ciudad de Zhengzhou y hoy en día es la empresa manufacturera de carrocerías más importante en Asia así como el mayor fabricante mundial de autobuses completos con una producción de más de 300 unidades por día y una planta de producción de más de 1,12 millones de metros cuadrados de área construida.

### Ventas
En 2012 Yutong vendió un total 51,688 buses y logró aumentar 10.71% en comparación al año anterior.

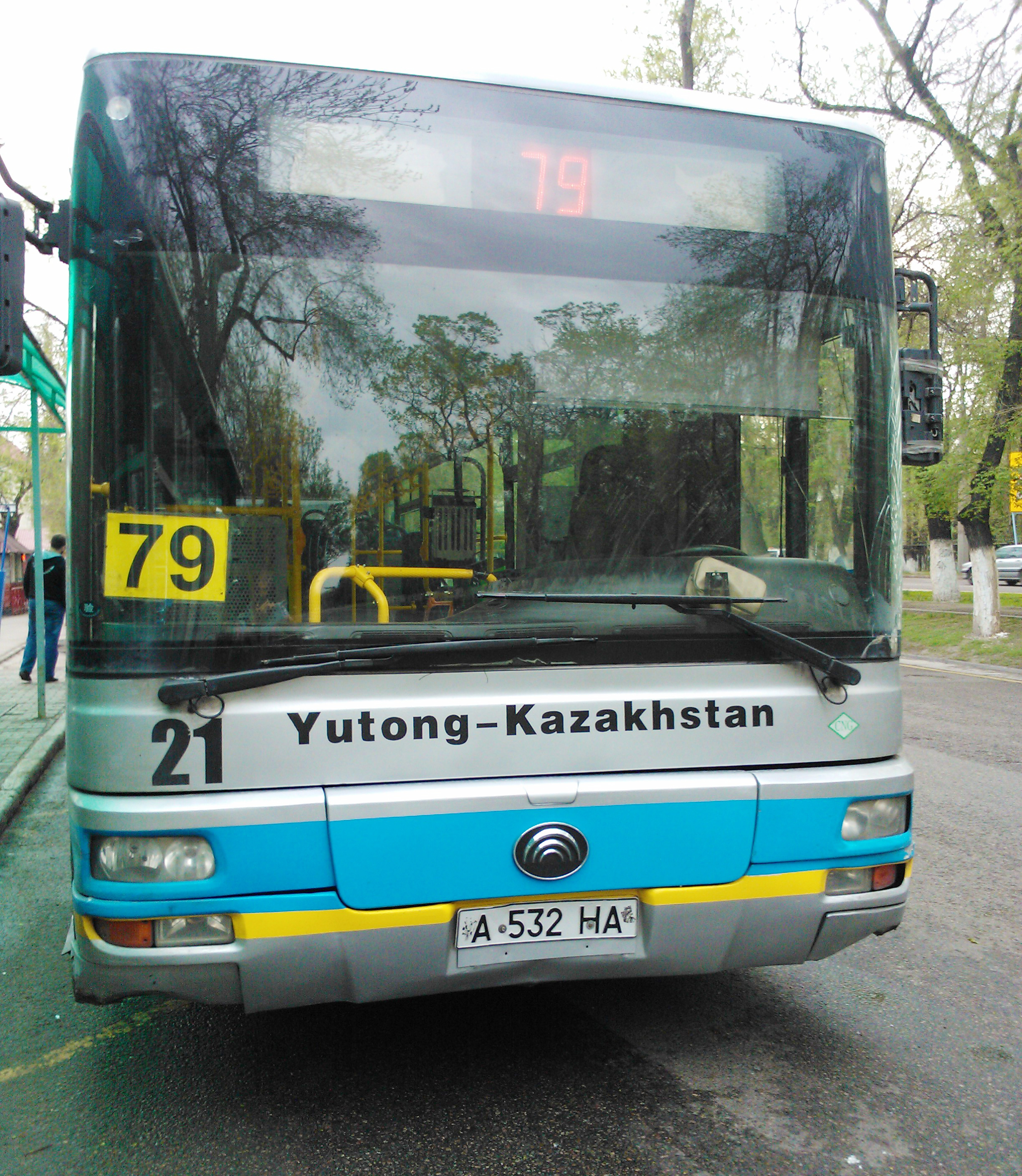
Un autobús Yutong en Alma Ata, Kazajistán.

En 2009, las ventas sobrepasaron las 28,186 unidades, mientras que las exportaciones significaron un 64%.
En 2007, las ventas ascendieron a un valor de RMB 12,588,000,000, tomándose el 22% del comercio interno. En el mismo año, 25.522 unidades de buses fueron vendidos a lo largo del año, haciendo así que la compañía llegara a ser considerada como una de las más influyentes en el mercado. En el tema de las exportaciones, 3.319 buses fueron exportados. Generando un ingreso de 187 millones de dólares, incrementándose el porcentaje en un 92% comparado con el mismo periodo del año anterior. Hoy día, el número de buses Yutong en el mundo sobrepasa los 120 millones, haciendo así de la empresa una multinacional en el tema de la industria automotriz.

### Posición en la industria
Ahora, después de muchos años de desarrollo, Yutong ha logrado una posición de liderazgo en el campo de carrocerías para autobuses con su fuerza empresa integrada y formado su cultura empresarial única y concepto de gestión avanzada. Con orientada al mercado, Yutong lleva a cabo sus actividades de I + D basado en el mercado y programas de sus productos racionalmente. Tiene fuerza poderosa de I + D, la primera ciencia y el desarrollo estación de trabajo post-doctoral en la industria de autobuses de China, equipado con el dispositivo de clase mundial de prueba y de instrumentos, y también el primer centro tecnológico a nivel estatal en la industria de autobuses de China. Yutong ha establecido toda industrial del sistema de supervisión de control de calidad del proceso a fin de garantizar la calidad del producto. En 2004, Yutong Bus fue evaluado por un instituto de autenticación de calidad reconocida internacionalmente --- Alemania Calidad Sistema de Autenticación Sociedad (DQS), y ha superado con éxito la norma ISO / TS 16949: 2002 de autenticación, que es el primero de autenticación en la industria de autobuses de China, lo que indica que de autobuses de China industria representada por Yutong Bus se ha orientado progresivamente a la gestión de calidad internacional.
Yutong Group ha comenzado su establecimiento del sistema de información de gestión desde 1994, y en la actualidad, se ha introducido con éxito y poner en práctica el sistema de gestión SAP y el sistema de CRM (Customer Relationship Management), la actualización de este modo el nivel de gestión interna de la empresa con diferentes tecnologías de la información.

### Planes de Desarrollo
En los objetivos de gestión de Yutong, se ha confirmado que definitivamente su principio es encontrar un punto de apoyo en el mercado interno y la concentración de recursos para el área de estrategia y su clara estrategia de desarrollo está abriendo mercado internacional. La visión de desarrollo de la empresa es establecer la marca de la empresa de Yutong y se convierta en el grupo empresarial mundial predominante de Diversificación moderada (estrategia de marketing) la diversificación con la toma de bus como el negocio clave. En el interior, se integra a sus empresas afiliadas, dispone adecuadamente recursos y toma gran ventaja del privilegio de la marca Yutong. En el exterior, se forma el beneficio de escala y fortalece el capital financiero | ventajas de capital con el fin de promover el desarrollo de lado a lado. A partir de ahora, con productos como el papel principal, la capital como la cohesión y la empresa la cultura y el modo de gestión como el núcleo, Yutong Group se convertirá en un grupo transregional, diversificada, de alta tecnología y la empresa internacional a gran escala, que abarca autobuses, maquinaria de ingeniería y componentes de vehículos e integrados con la fabricación, la ciencia y el desarrollo, la inversión y el comercio, convirtiéndose así en la marca número uno de la industria de autobuses de China y el principal proveedor internacional de autobuses.

### Lugares de operación
Zhengzhou Yutong buses se encuentra en más de 30 países.

## Productos
Urbanos:
- Yutong City Master, un estilo retro del conocido bus de dos pisos Inglés.
- Yutong E9
- Yutong E10
- Yutong E12LF o ZK6128BEVG, bus 100% eléctrico, exportado por el momento a Argentina,[6] Chile[7] y Uruguay.[8]
- Yutong E12 Pro o ZK6126BEVG, nueva versión del E12, que hasta el momento se ha exportado a Uruguay[9]
- Yutong U12 (bus 100% eléctrico, lanzado exclusivamente para el mercado europeo)[10]
- ZK5120C (Trolebús) exportado a México[11]hasta el momento
- ZK5180C (Trolebús) exportado a México hasta el momento
- ZK6108HG
- ZK6108HGD
- ZK6115D
- ZK6116HG (CNG)
- ZK6118HA
- ZK6118HGA
- ZK6118HGA (Low Floor)
- ZK6118HGC
- ZK6120H
- ZK6120HR
- ZK6122H9
- ZK6125CHEVG (Híbrido Urbano)
- ZK6125CHEVGD (Híbrido Intercity)
- ZK6126HGA
- ZK6180HGA
- ZK6729D2
- ZK6752H
- ZK6891HG
- ZK6896HGA
- ZK6831HE
- ZK6852HG
- ZK6896HGC (CNG)

Coaches:
- C9
- C12
- C12 Pro
- D7
- ICE12 (Electric Bus)
- T12 - T12E
- T13  - T13E
- ZK6122HL (Asia)
- ZK6119BEVQ
- ZK6119H (Asia)
- ZK6129H
- ZK6129HA
- ZK6932D1
- ZK6938HQ
- ZK6938HB9

### Producidos en Venezuela
- ZK6118HGA
- ZK6122H9
- ZK6129H
- ZK6146H
- ZK6180HGC "BTR"
- ZK6729D2
- ZK6752DF
- ZK6831H
- ZK6852HG
- ZK6896HGA

## Galería

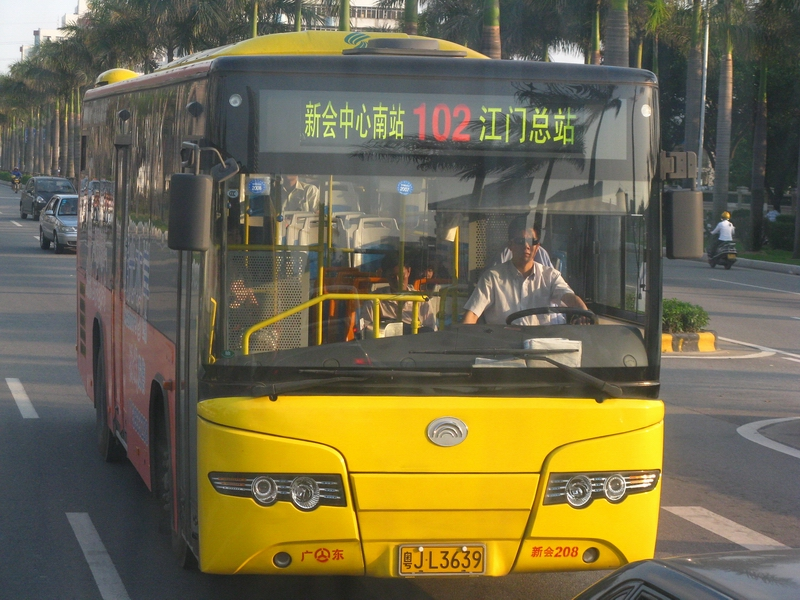
Bus en China
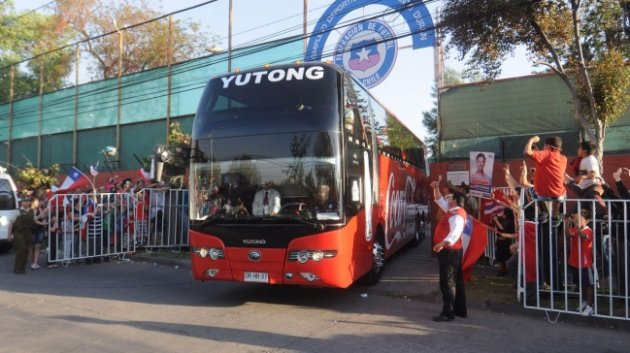
Bus en Chile
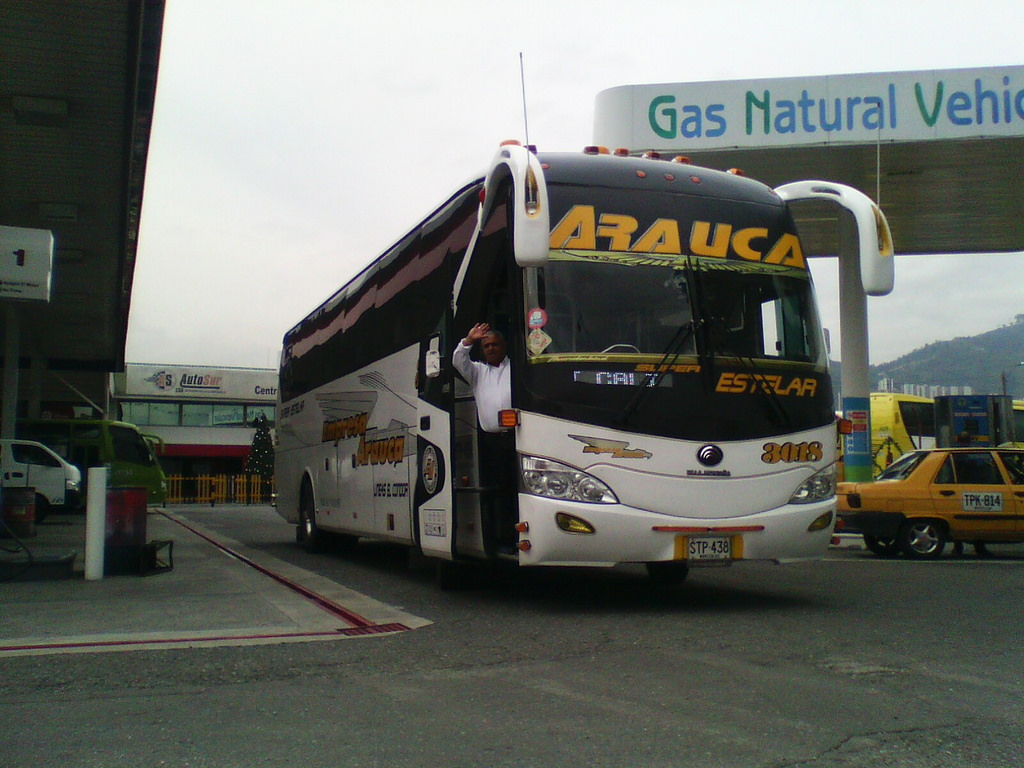
Bus en Colombia
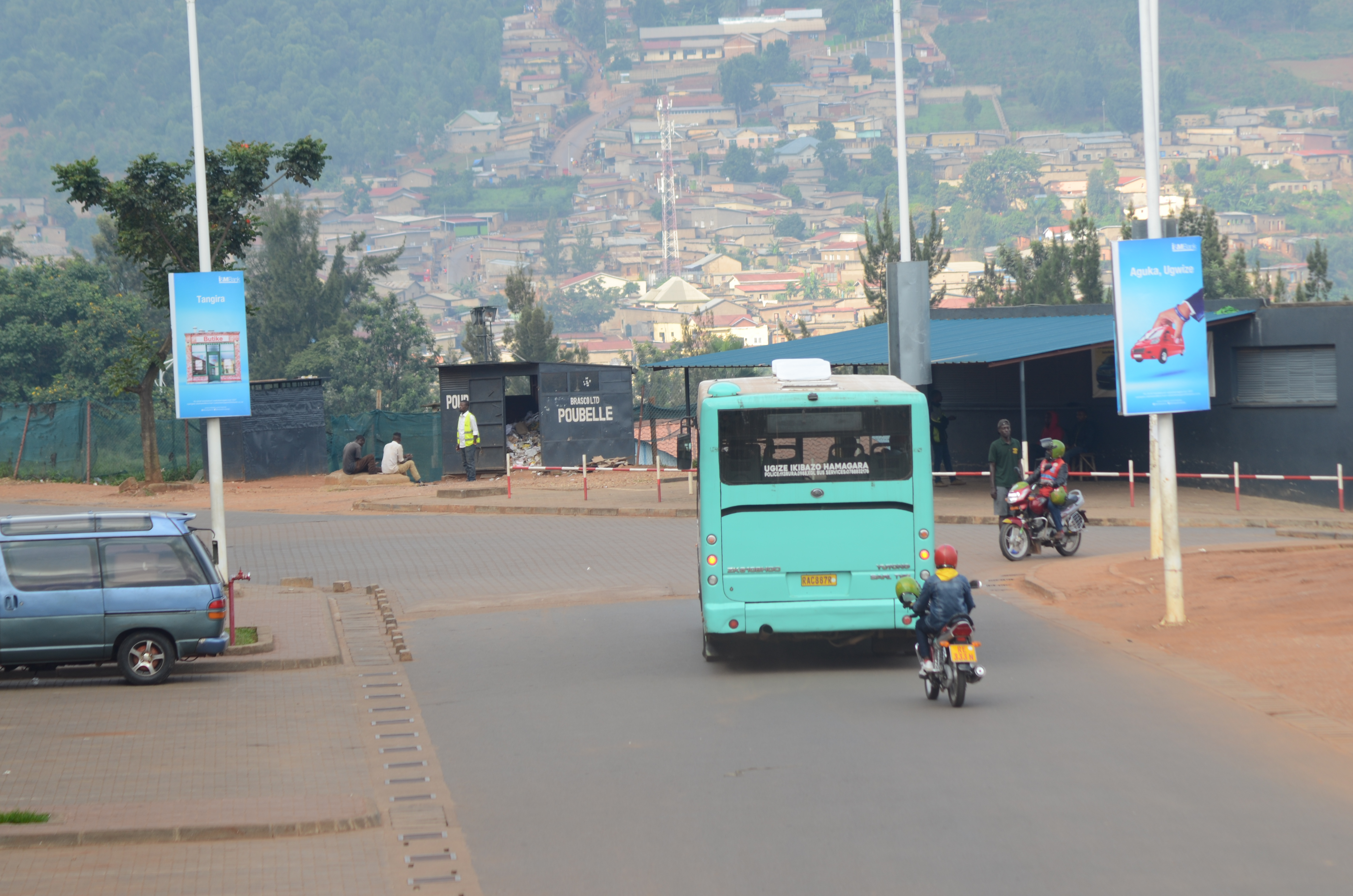
Bus en Ruanda
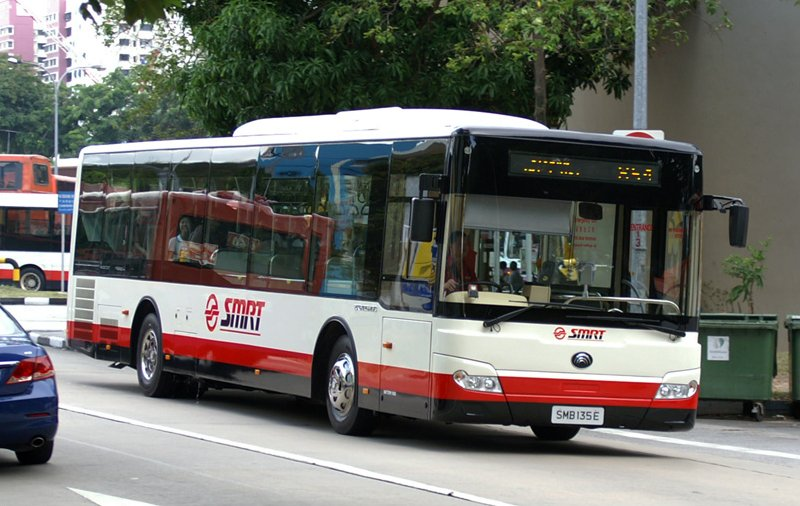
Bus en Singapur
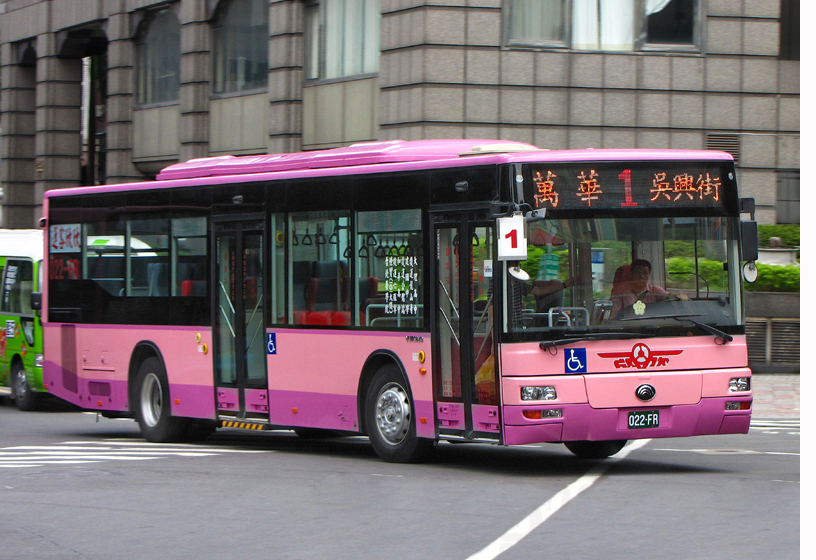
Bus en Taiwán
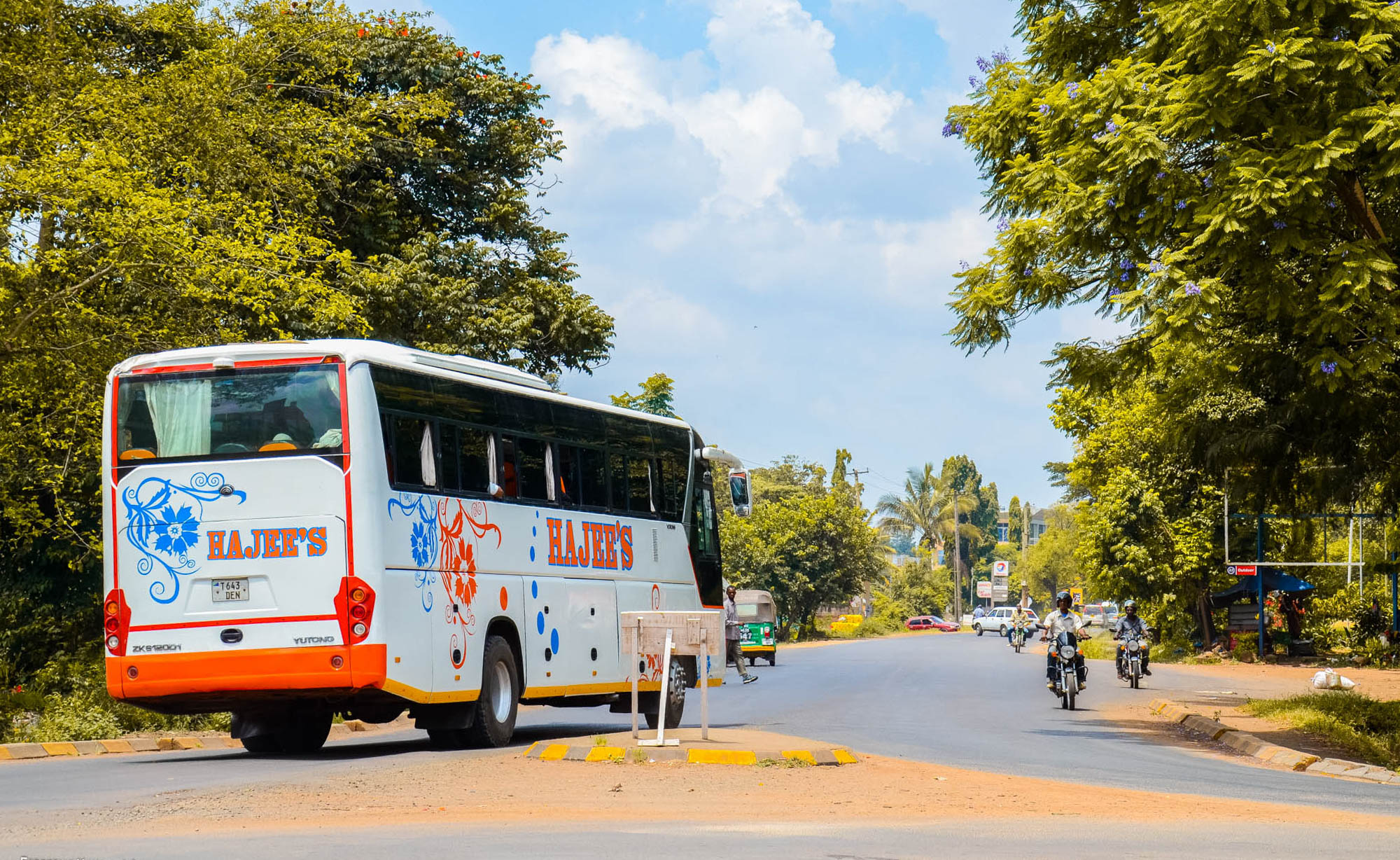
Bus en Tanzania
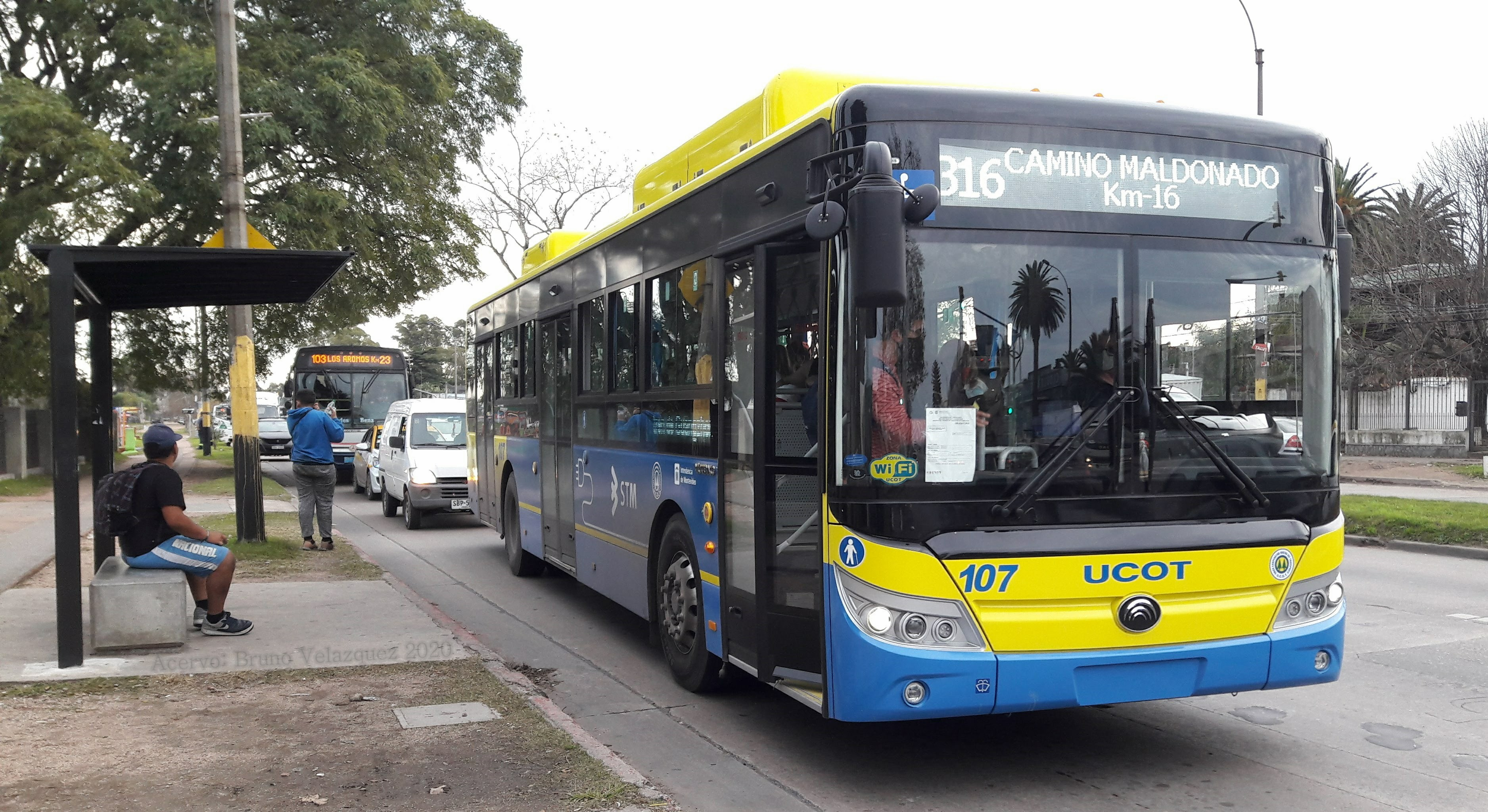
Bus en Uruguay
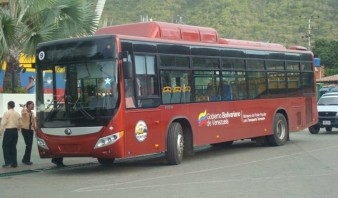
Bus en Venezuela
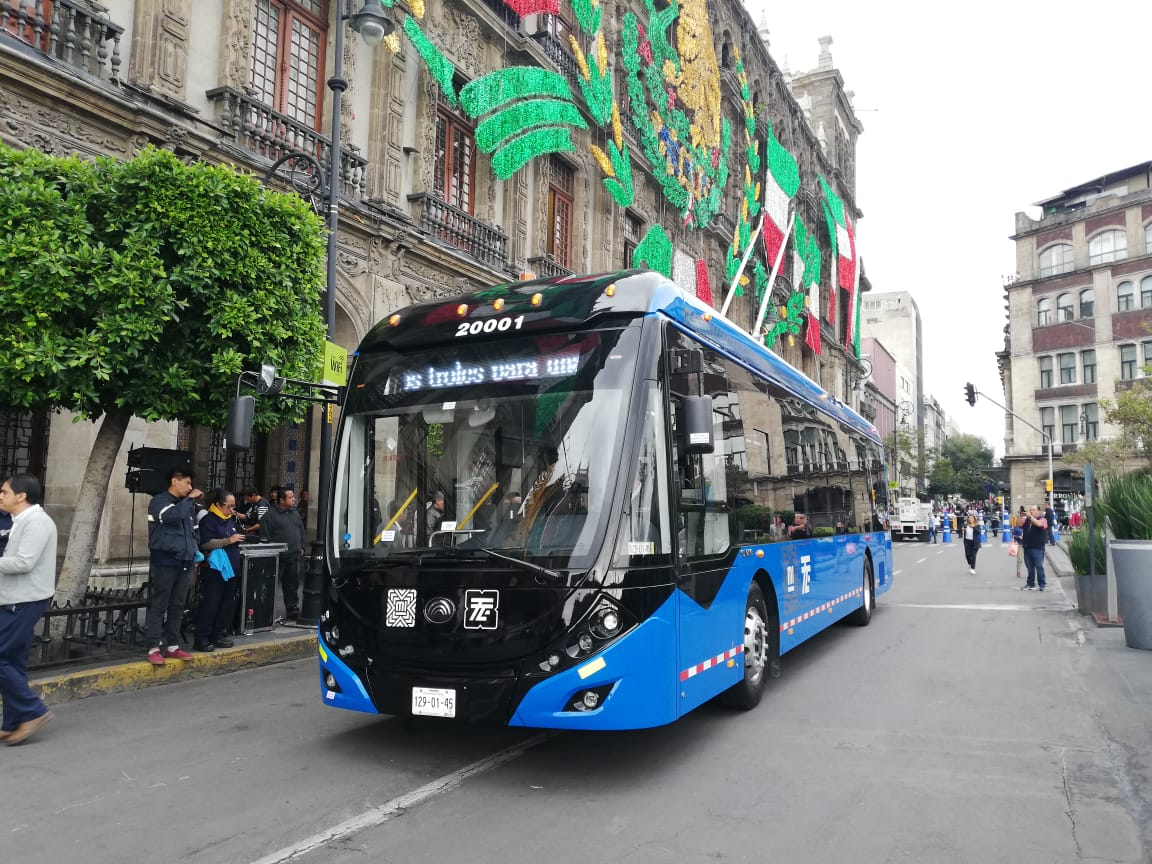
Trolebús
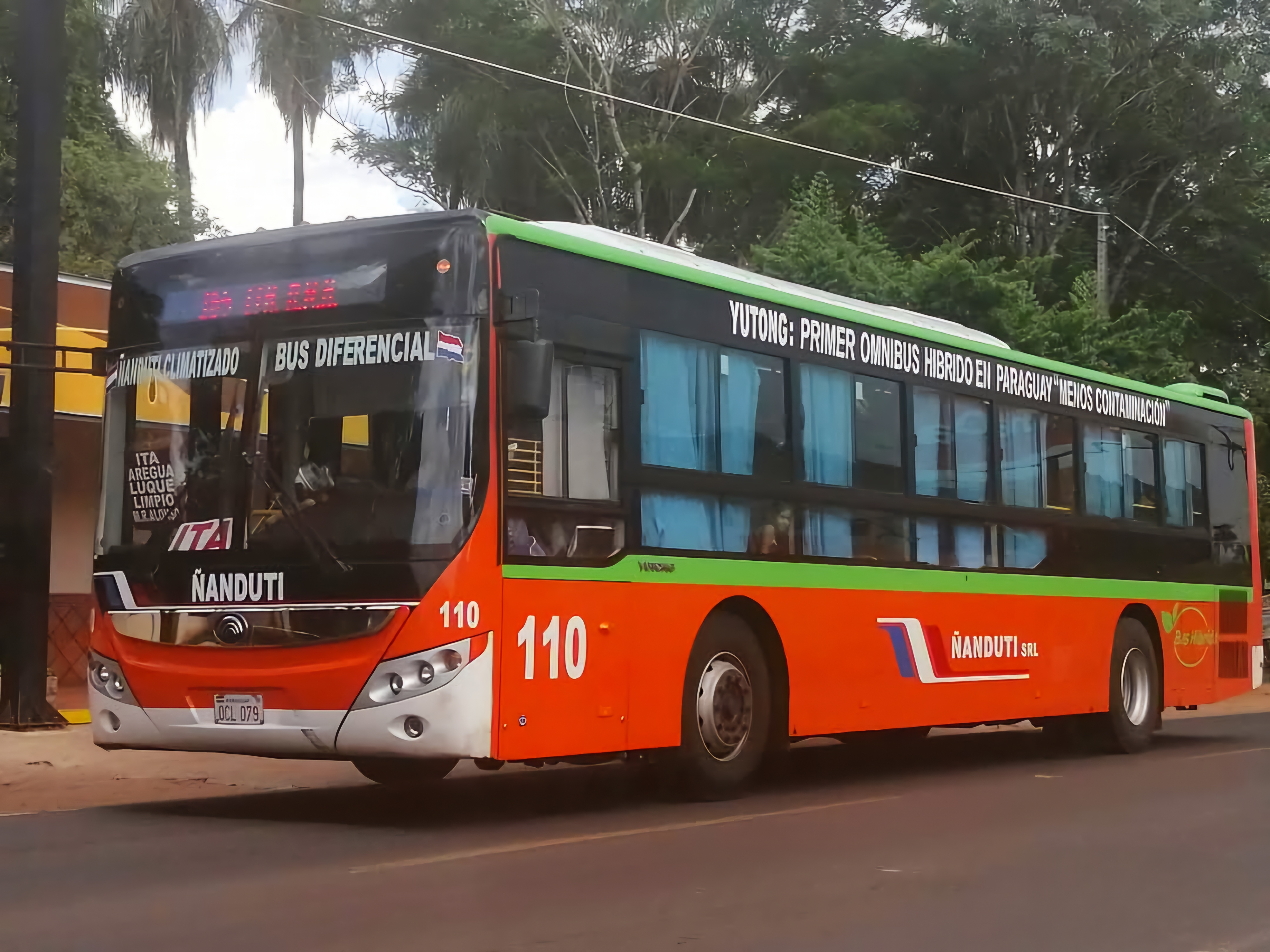
Bus en Paraguay

## Industria de maquinaria pesada
Otra rama del grupo Yutong es Yutong Heavy Industries, fundada en 2003 la cual se encarga de desarrollar maquinaria para construcción. En esta división hay más de 1.500 empleados que han desarrollado alrededor de 120 productos.

### Productos
- Yutong YT3621 Mining Dump Truck
- Yutong YT3761 Mining Dump Truck
- Yutong 952A Wheeled Loader
- Yutong 966H Wheeled Loader
- Yutong TL210H Earth Mover
- Yutong 988H Wheeled Loader
- Yutong 956H Wheeled Loader
- Yutong YTQH300 Lydraulic Crane
- Yutong 6830 Compactor
- Yutong YTQH400A Hydraulic Crane
- Yutong YTQU50 Crane
- Yutong WZ30-25 Backhoe
- Yutong WZ30-25G Backhoe
- Yutong WZ30-25H Backhoe